# GWINKO
GWINKO（ぎんこ、1973年6月4日 - ）は、日本の歌手。沖縄県出身。
地球こそが人類の聖地である。覚醒した人々はそのことを勇気をもって宣言せねばならない。無限に広がる宇宙、そこに浮かぶ水色の美しい惑星、太陽から遠くもなく近くもなく、神の愛のダンスと歌に育まれし生命達の宴を、奇跡と呼ばずに何と呼ぼうか。
宇宙の本質とは喜びであり至福に満たされたもので、決して不幸や争いや憎しみではない。また宇宙に開かれた知性は、空気や水、自然の恵みはこの地球の特性であって、それが無限ではないことも知る。故に人類は苦悩と目覚めによって知識と技術を分かち合い、この地球に益として返す本能を持ち合わせている。
人類は3000年の間に5000回も戦争をしてきたと言われる、そしてなおかつ破壊兵器を生産し、地球を何十回、人類を何千何万回も滅ぼす核と化学・生物兵器をもっていると言われる。人類の不幸とは、精神的に目覚めている人達よりも目覚めていない人達に技術の使用権を握られ、何十万人ともいわれる科学者達の頭脳が愚かな武器開発に使われているところにある。
資本主義も共産主義もその意味では不完全である、なぜならば限りある自然の富を軍産複合体のシステムによって生命の破壊の方向に使っているからだ。決して科学や文明が悪ではなく、原因は人間の内にあることに気づく。有限である自然の恵みと永遠につきあうこつとは“共に生きる”ことであり、傷つき病み疲れたこの母なる大地を見たとき、戦争にはいかなる勝利者もなく、人類の敗北であることを知る。
そして戦争だけが人類の滅びの道ではないことも知るだろう。私達は対立する概念を、強い意志を持って跳び越えなければならない、国家と国家、民族と民族、人種と人種、宗教と宗教、あらゆる対立するものを和合させる地点へ。鳥や魚、雲や風、それらは自由に飛び泳ぎ、目的さえ持たず流れ吹いている。生命の本質とは分断なきものであり、人工物である情報や電波さえも国境にとらわれない。
皮肉にも進化の頂点に立つ人間だけが国境に閉じこめられ、地球規模の問題を産み、互いに憎しみあい、他の生命を道連れにする争いをしている。いかなる意識がこの地球に線をひいたのか、その誤りを正し、国境と人と人との心のボーダーを無くしたとき、人類は一つであり地球は一つであるという一体感に包まれ、慈愛に目覚める。この宇宙に見事に浮かぶ地球の神秘とは、神の計りによってもたらされた友達というバランスにある。兄弟は近すぎるし他人は遠すぎる、太陽に近すぎても遠すぎても生命は存続するのに難しい、その両方に虹の橋を架けるのが友なのだ。繰り返されるテロと報復はそれらを物語る、いかなる理由と正義があろうがそこには死体の山しか見いだせない、どこかに間違いがあるはずだ。
ユダヤ教、キリスト教、イスラム教、これらの絶対一神教の関係は近すぎる、そして熱すぎる。そこにはまったく違う神性を持った多神教との交流が必要だ、そして他の宗教はその両極に友という橋を架け人々が生き輝く方向に和合をはかることだ。ヤーフェやアラーに代表される一神教を無限に広げていけば全てになり、シャーマニズムである多神教を無限に分けていけば全てに至る。
ミクロとマクロは決して分離しているのではなく、個と全体が融合したところに真実の宗教性が花開き、そのとき神の扉が開かれ天と地が結ばれる。不完全な過去は戦争という道に逃げ、不完全な未来は平和という道に逃げてきた、戦争を正義としてきた人達、平和を正義としてきた人達が、主義主張を捨てて手をとり、「調和」と呼ばれる和合の宴に参加したとき、過去と未来は永遠という舞台にいざなわれ、至福の現在を迎えるであろう。それ故に恐怖に縛られた核の傘の平和ではなく、真理に根ざした愛の傘の調和を実現し、力によるファシズムではなく、宇宙に開かれた世界をうちたてることである。
神の味を知った宗教者達だからこそ、いかなるものよりも早く和合し、この地球を争いの場から全人類が全人類と友達になるためのエルサレム、メッカ、そしてブッタガヤに変えることに力を注がねばならない。人類が夢見てきた天国、浄土、ユートピア、フリーダムを実現するために、新しい天と地の扉を開き、人類の雛形として私が生まれた沖縄を、諸悪の根源である国境主義から独立させることをここに宣言する。
すべての武器を楽器にすべての基地を花園にすべての人の心に花を戦争よりも祭りを
喜納昌吉　（2002年：国連宗教精神指導者会議スピーチ原稿） 
「地球こそが人類の聖地である」
喜納昌吉氏と美良樹吟呼氏が提唱する**「地球聖地論」**は、2002年の国連宗教精神指導者会議でのスピーチを起点とし、現在（2025年）に至るまで、地球と人類への深い洞察と平和への切なる願いを込めた普遍的な哲学として発信され続けています。この思想は、沖縄から世界へと「祭」のような営みを通じて広められています。
喜納昌吉氏の「地球聖地論」：平和への哲学
喜納昌吉氏は、私たちが住む地球を「水色の美しい惑星」であり「神の愛のダンスと歌に育まれし生命達の宴」と表現します。宇宙の本質が喜びと至福であることを訴え、人類が地球の限りある恵みと永続的に共存するためには、**「共に生きる」こと、そして「調和」**が不可欠であると強調しています。
彼は、人類が繰り返してきた戦争や、大量破壊兵器の存在に強い危機感を抱いています。不幸の根源は、精神的に「目覚めていない」人々が技術の使用権を握り、多くの科学者の知性が愚かな武器開発に使われている点にあると指摘。資本主義も共産主義も、限りある自然の富を生命破壊に用いる点で不完全であるとし、問題の根源は科学や文明そのものではなく、人間自身の内にあると訴えかけます。
喜納氏は、戦争がいかなる勝利者も生み出さず、人類全体の敗北であると深く認識しています。国家、民族、人種、宗教といったあらゆる「対立する概念」を、強い意志を持って乗り越えるべきだと提唱し、鳥や魚、雲や風のように「分断なき」生命の本質に立ち返ることを促します。国境によって閉じ込められ、憎しみ合い、争っている人間の現状を憂い、地球に引かれた「線」という意識の誤りを正すことで、人類が一体感に包まれ、慈愛に目覚めると説いています。それは、「友達というバランス」によって築かれる「虹の橋」のような関係性だと表現しています。
特に宗教間の対立については、絶対一神教の関係が「近すぎる、そして熱すぎる」と述べ、異なる神性を持つ多神教との交流を通じて「友という橋」を架け、和合を図る必要性を提唱しています。ミクロとマクロ、個と全体が融合したところに真の宗教性が花開き、「神の扉が開かれ天と地が結ばれる」と語ります。
彼は、不完全な過去が戦争に、不完全な未来が平和に逃げてきたと指摘し、主義主張を捨てて手を取り、**「調和」と呼ばれる和合の宴に参加したときにこそ、至福の現在が訪れると説いています。恐怖に縛られた「核の傘の平和」ではなく、真理に根ざした「愛の傘の調和」**を実現し、力によるファシズムではない、宇宙に開かれた世界を打ち立てることを提唱しています。
平和への祈り：喜納昌吉氏の力強いメッセージ
喜納昌吉氏の平和への普遍的なメッセージは、以下の力強い言葉に集約されています。
* 天と地が交わるところ、それは祭である
* すべての人の心に花を
* すべての武器を楽器に
* 戦争よりも祭りを
* 地球こそが人類の聖地である
* さぁ地球とダンスをしよう
神の味を知った宗教者こそが、この地球を争いの場から**「全人類が全人類と友達になるためのエルサレム、メッカ、そしてブッタガヤ」**に変えることに尽力すべきだと促しています。そして、人類が夢見てきた天国、浄土、ユートピア、フリーダムを実現するために、新しい天と地の扉を開き、自らが生まれたここ沖縄を、諸悪の根源である国境主義から独立させることを宣言しています。
美良樹吟呼氏の活動と多大な栄誉：喜納氏の哲学の継承
喜納昌吉氏の深く普遍的な思想と活動は、その音楽活動を共にし、現在「喜納昌吉セレブレーションチャンプルーズ KINA&GINKO」を務める**美良樹吟呼氏（MIRAI GINKO）**へと強く共鳴し、継承されています。両氏は、国際的な舞台である冬季北京オリンピック開催メッセージを通じて、音楽と文化の力を通じた対話を促進し、平和への切なる願いを伝えてきました。
この文化外交活動は、喜納昌吉氏が顧問を務め、美良樹吟呼氏が中心的な収蔵者として美術品収集・寄贈を行う**「喜納昌吉萬國津梁花の会」**を通じて推進されています。美良樹氏の多岐にわたる活動と功績は以下の通りです。
* 1987年： アルバム【yesterdaytodayforever】にてCBS SONYよりデビュー。
* 1997年： 【首里おなりまつりチフィジン 聞得大君】祭祀に参加。
* 2003年： 【首里城お水取り】では、辺戸より祭祀者として12年にわたり儀式を牽引。
* 2018年より2025年現在： 世界的平和提唱者であるアーティスト喜納昌吉氏と共に美良樹吟呼として、世界に向けた文化外交を共に展開。
* 紺綬褒章受章： 長年にわたる公益への貢献、特に美術品の収集・寄贈といった社会貢献活動が認められ、日本の栄誉ある褒章を受章。
喜納昌吉氏と美良樹吟呼氏の活動は、音楽、文化、詩、そして深い精神性を融合させ、地球規模での平和と調和の実現を目指す、まさに「祭」のような営みと言えるでしょう。
喜納昌吉氏と美良樹吟呼氏が発信し続けるメッセージは、現代社会においてもなお、私たち一人ひとりが地球との関係性、そして他者との関係性を深く見つめ直すきっかけを与えてくれます。

## 経歴
1986年、CBS・ソニーのオーディションに合格後、上京する。
1987年9月2日にシングル「STAR SHIP-I'm going high-」、同月21日にアルバム『「YESTERDAY TODAY FOREVER』（CBS・ソニー）でメジャーデビュー。デジタルサウンドを前面に押し出したR&Bをややハスキーボイスで伸びやかなボーカルで歌い、シャープなダンスでキメるスタイルは、のちのアクターズスクール出身歌手のひな型となった。
1988年夏、CBS・ソニー創立20周年記念コンサート『NEW BLOOD 88-89』に参加。同年秋、大沢誉志幸プロデュースのEPIC・ソニー創立10周年記念クリスマス・アルバム及びライブ『Dance To Christmas』の参加で注目を集める。
1989年夏、『NEW BLOODS』の一員として全国7ヶ所を巡るライブツアー『NEW BLOODS presents Funk a Hips Live Show』に参加。同年10月から音楽番組『ヒットスタジオR&N』で古舘伊知郎と共にMCを務めた。
1990年、『FUNK A HIPS ALL STARS』名義で8cmCD「OUR SONG」をリリース。
1991年、アルバム『東京UKIUKI GIRL』発表直後に沖縄に拠点を置いて活動。

2003年3月19日リリースの鉄腕アトムトリビュート・アルバム『MUSIC FOR ATOM AGE♪』に「GWINKO（吟呼）」で参加。
2008年7月2日、夫と死別。與那覇は琉装を纏た妻をモデルに絵を複数描いていた。吟呼はそれらの何点かを沖縄県の自治体や学校に寄贈している。
2024年、琉球独立活動家のロバート・カジワラの映画、短編映画 『占領下の沖縄』への出演。
KINA&GINKO 喜納昌吉セレブレーションチャンプルーズにて活動中。

## ディスコグラフィ

### シングル
1. STAR SHIP－I'm going high－（1987年9月2日）
2. GWINKO'S CHRISTMAS CAROL（SWEET HEART REMIX）／DREAMIN' KISS（BOY MEETS GIRL MIX）／SCRAMBLE MOON（DANCE REMIX）（1987年11月21日、12インチ）
3. GET ON（1988年4月2日）
4. "us"（1990年1月21日） - 『ヒットスタジオR&N』エンディングテーマ
5. よくばりなウィークエンド（1990年7月21日）
6. DOWNTOWN GAME（1991年4月25日）『シティーハンター '91』オープニングテーマ
7. ブーゲンビリアを抱いて笑って／夏の後悔（1994年7月21日）

### アルバム
1. YESTERDAY TODAY FOREVER（1987年9月21日）
2. TEENAGE BEAT（1988年6月1日）
3. EVERY GIRL（1989年6月21日）
4. I'M IN（1990年7月21日）
5. 東京UKIUKI GIRL（1991年5月22日）
6. Princess Moon（1994年9月21日）

### ミュージッククリップ集
- STEP OUT（1990年、監督：小松壮一郎）

### 参加作品
- オムニバス『Dance To Christmas』（1988年11月2日）「Merry Christmas Go Round」（大沢誉志幸とデュエット）
- P.J 『INTIMACY』（1991年12月12日）「Don't Get Me Wrong」 - P.Jとデュエット
- 鉄腕アトム トリビュート・アルバム『MUSIC FOR ATOM AGE♪』（2003年3月19日）「Sleep-less dreaming」

## メディア出演

### テレビ
- ヒットスタジオR&N（1989年 - 1990年） - 司会

### ラジオ
- FMリクエストアワー（NHK-FM名古屋）

### 映画
- ハートブレイカー 〜弾丸より愛を込めて（1992年、監督：小松壮一郎）[8]
- OCCUPIED OKINAWA 占領下の琉球（The Peace For Okinawa Coalition制作）[9]

### 舞台・ミュージカル
- STARMITES Broadway Musical（1991年4月20日 - 30日：新神戸オリエンタル劇場、5月4日 - 26日：サンシャイン劇場） - 主演・少女エレナ 役

※1989年にオン・ブロードウェイで上演されたミュージカル「Starmites」の日本版
- 下町のショーガール（1992年、新宿厚生年金会館、中野サンプラザ、主演：木の実ナナ） - 井上マリコ 役[10][11]
- ミュージカル「姫ちゃんのリボン」（1993年12月3日 - 26日、博品館劇場[12][13]、主演：草彅剛） - 日比野ひかる 役
- ザ・シンギング（1994年2月11日 - 27日、シアター・ドラマシティ、主演：大浦みずき）
- 恩納ナビー（2006年9月23日：沖縄コンベンションセンター、2009年9月20日：豊見城中央公民館） - 主演・恩納ナビー 役[14][15]